# Vanishing Point (1997)
Vanishing Point is een Amerikaanse actie/televisiefilm uit 1997, geschreven en geregisseerd door Charles Robert Carner, met in de hoofdrollen Viggo Mortensen, Jason Priestley, Peta Wilson, Christine Elise en Keith David. De film is een remake van de gelijknamige film uit 1971 en werd op 7 januari 1997 uitgezonden op het televisienetwerk Fox. Net als in de originele film speelt hetzelfde model Dodge Challenger R/T uit 1970 een belangrijke rol.

## Plot
Jimmy Kowalski, een veteraan uit de Golfoorlog en voormalig stockcarracer, werkt als autorestaurateur en bezorger voor een bedrijf in Idaho. Om de stijgende medische rekeningen van zijn vrouw te betalen aanvaardt hij een opdracht om een Plymouth Road Runner uit 1971 naar New Mexico te brengen. Daar aangekomen wordt hem een nieuw voorstel gedaan: het afleveren van een 426 Hemi-aangedreven Dodge Challenger R/T uit 1970 in Salt Lake City (Utah). Onderweg krijgt hij te horen dat de toch al moeilijke zwangerschap van zijn vrouw nog erger is geworden, dus haast hij zich terug naar huis en weigert hij te stoppen voor de politie wanneer hij wordt aangehouden wegens te hard rijden.

## Rolverdeling
| Acteur          | Personage         |
| --------------- | ----------------- |
| Viggo Mortensen | Jimmy Kowalski    |
| Christine Elise | Raphinia Kowalski |
| Steve Railsback | sergeant Preston  |
| Rodney A. Grant | Edward Sunsinger  |
| Peter Murnik    | Gilmore           |
| James MacDonald | FBI-agent         |
| Paul Benjamin   | Mose              |
| Geno Silva      | Mike Mas          |
| John Doe        | Sammy             |
| Peta Wilson     | motorrijdster     |
| Keith David     | Warren Taft       |
| Jason Priestley | The Voice         |